# SN 2008D
SN 2008D — звезда, вспыхнувшая сверхновой в галактике NGC 2770, которая находится в созвездии Рыси.
9 января 2008 года орбитальный телескоп Swift зарегистрировал источник мощного рентгеновского излучения в спиральной галактике NGC 2770, находящейся на расстоянии около 88 миллионов световых лет от нас. Данная вспышка была порождена ударной волной от взрыва сверхновой — это первый случай, когда удалось зарегистрировать событие на раннем этапе вспышки сверхновой. Открытие объединило усилия астрономов по всей планете, для изучения SN 2008D было задействовано множество наземных и орбитальных обсерваторий. Телескоп Чандра сделал снимок спустя 10 дней после вспышки: на фотографии видны 4 источника рентгеновского излучения. Слабое красное пятно справа вверху является SN 2008D, три остальных к нему отношения не имеют.